# Rathaus (Königswinter)

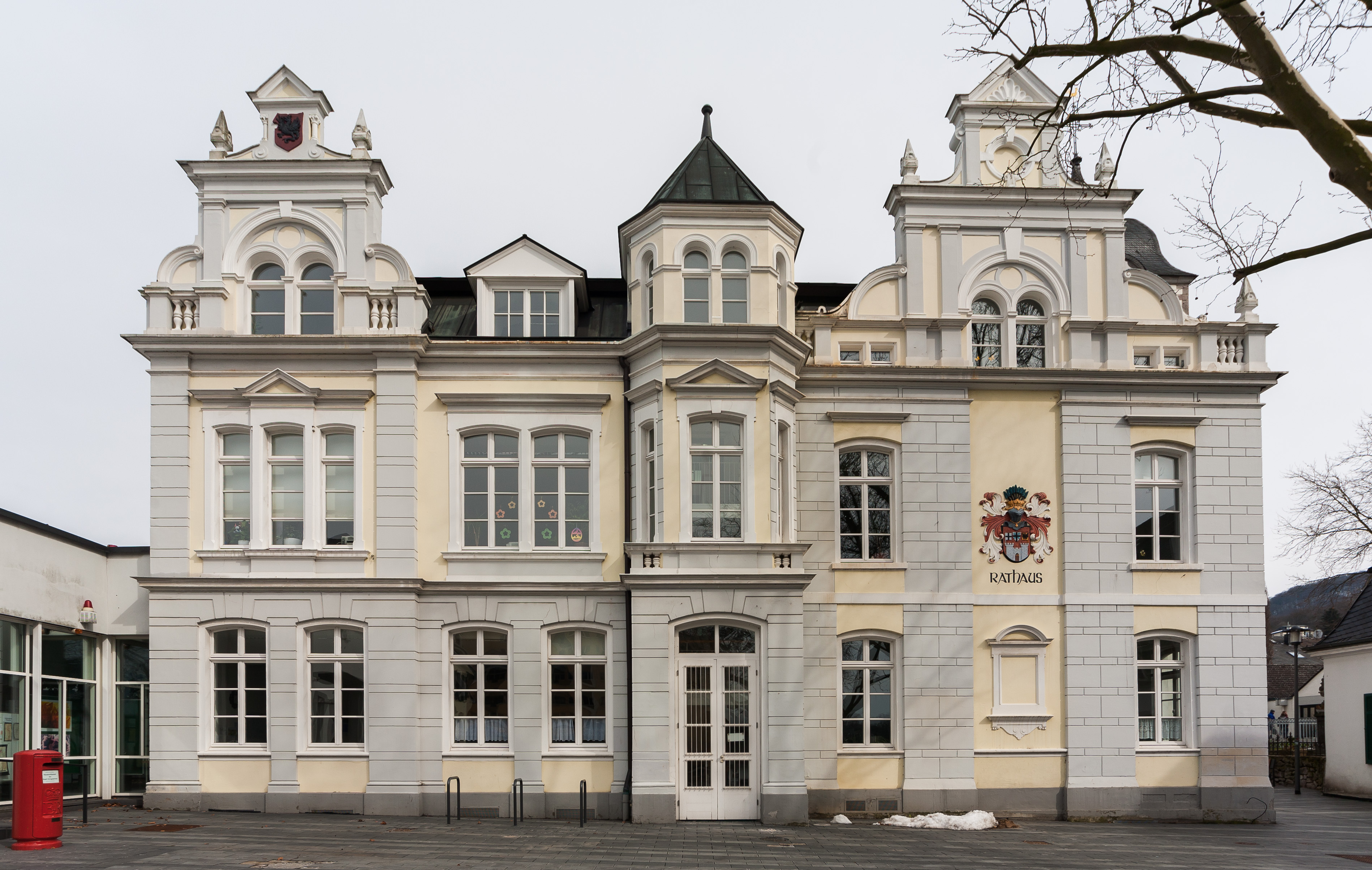
„Altes“ Rathaus, Drachenfelsstraße 9 (2013)

Das Rathaus von Königswinter, einer Stadt im nordrhein-westfälischen Rhein-Sieg-Kreis, besteht aus mehreren Gebäuden. Es liegt im Süden der Altstadt am Marktplatz an der von der Hauptstraße zum Rheinufer hinabführenden Drachenfelsstraße (Hausnummern 3–11), gegenüber der Pfarrkirche St. Remigius.

## Geschichte
1889 wurde Königswinter zur Stadt nach der Rheinischen Städteordnung erhoben, bildete damit eine eigene (Stadt)Bürgermeisterei und schied aus der Land(Bürgermeisterei) Königswinter aus. Als Rathaus erwarb die Stadt 1891 ein in der zweiten Hälfte des 19. Jahrhunderts errichtetes Wohnhaus (Drachenfelsstraße 9), das die Stadtverwaltung – in Personalunion auch die Verwaltung der Landbürgermeisterei – nach dem erforderlichen Umbau 1892/93 beziehen konnte. 1906/07 wurde das Rathaus erneut umgebaut und erweitert, wobei es seine heutige Fassade erhielt. Die bisher vor dem Haus befindliche Gartenanlage wurde Teil des Marktplatzes. 1912 entstand westlich des Rathauses nach einem Entwurf des Stadtbaumeisters Heinrich Nachtsheim ein sogenanntes „Stadt- und Sparkassengebäude“ (Drachenfelsstraße 3), in das im Januar 1913 unter anderem die Geschäftsräume der Stadtkasse verlegt wurden. 1930 wurden an der Ecke zwischen Rathaus und Stadtkasse nach Plänen des Königswinterer Architekten Franz Josef Krings das städtische Verkehrsamt und eine anschließende Säulenhalle errichtet.
Nachdem die städtische Sparkasse 1933 in die Kreissparkasse Siegburg eingegliedert worden war, zog deren nunmehrige Zweigstelle im Jahr darauf aus dem Stadtkassengebäude aus. Die Stadtkasse bezog daraufhin die bisherigen Räume der Sparkasse, die dadurch freigewordenen Räume wiederum das Bauamt. Auch das Wohlfahrtsamt und die Polizei konnten in der Folge neue Räumlichkeiten innerhalb des Rathauses beziehen. Ebenfalls 1934 wurde eine Innenrenovierung durchgeführt, dabei unter anderem der Sitzungssaal umgestaltet, und das Ziegeldach des Rathauses durch ein Schieferdach ersetzt. 1936 erhielt es im Zuge einer Außenrenovierung den zeitweiligen, an der Fassade unter dem Stadtwappen angebrachten Namen Stadthaus. 1939 zogen das Wohlfahrtsamt und die Steuerverwaltung in das rückwärtig gelegene städtische Haus Kellerstraße 7 um, sodass sich der Schwerpunkt des Publikumsverkehrs dorthin verlagerte. Zugleich erfolgte eine innere Neugestaltung des Rathauses und seiner Verwaltungsräume, darunter nochmals auch eine grundlegende des Sitzungssaals. Ab 1954 kam es zu baulichen Erweiterungsmaßnahmen am Rathaus.
Seit der Neubildung der Stadt Königswinter im Zuge der kommunalen Neugliederung des Raums Bonn am 1. August 1969 ist das Rathaus nicht mehr einziger Standort der Stadtverwaltung. Auch im damals neuen Stadtteil Oberpleis befindet sich ein Rathaus. Der Amtssitz des Bürgermeisters der Stadt wurde um 1990 in das gegenüberliegende Haus Bachem verlegt, in dessen einstiges Remisengebäude das Standesamt. Das Alte Rathaus wurde seinerzeit entkernt. Zu dem Komplex der Stadtverwaltung gehören auch das baulich mit dem Alten Rathaus verbundene Haus Drachenfelsstraße 11 (Volkshochschule) sowie ein Putzbau an der Kellerstraße (Hausnummer 7) aus dem Jahre 1899. Im Rathaus befindet sich seit 2006 auch eine Polizeianlaufstelle des Polizeipräsidiums Bonn.

## Architektur

### Altes Rathaus
Das Alte Rathaus (Drachenfelsstraße 9) bildet den östlichen Abschluss des Marktplatzes. Es ist ein zweigeschossiger, als Doppelhaus erscheinender villenähnlicher Putzbau aus der zweiten Hälfte des 19. Jahrhunderts, dessen linker Gebäudeteil auf die Erweiterung von 1906/07 zurückgeht. Die mittlere Achse nimmt den Eingang auf und ist risalitartig als Turm vorgezogen, der nach oben hin von einem Dachpavillon abgeschlossen wird. Der ursprüngliche, rechte Gebäudeteil ist leicht zurückspringend. Die Seitentrakte besitzen Scheingiebel in Schmuckformen der Neorenaissance. Der Aufbau der Fassade mit Quader- und Bänderputz, gegliedert durch Lisenen, lässt sich als unregelmäßig bezeichnen. Am Ursprungsbau ist das Wappen der Stadt Königswinter von 1889 (gültig bis 1969) angebracht.

### Ehemaliges Sparkassengebäude
Der 1912 als Stadt- und Sparkassengebäude errichtete, rückwärtig bis zum über die Kellerstraße zugänglichen Lord-Byron-Platz reichende Teil des Rathauses (Drachenfelsstraße 3) ist ein zweigeschossiger Putzbau, der sechs Achsen umfasst. Der mittige Eingang ist als aufwendig umrahmtes Portal, bekrönt von einem Dreiecksgiebel, ausgeprägt und wird von einer Freitreppe eingefasst. Auf der Mittelachse befindet sich ein Giebelhäuschen mit verziertem Dreiecksgiebel, der das Baujahr in Kartusche zeigt. Die Fenster sind im Erdgeschoss zu Dreierfenstern mit Kreuzstöcken in Trachyt und schmiedeeisernen Gittern zusammengefasst, im Obergeschoss bilden sie eine mit Schlagläden dekorierte Reihe.

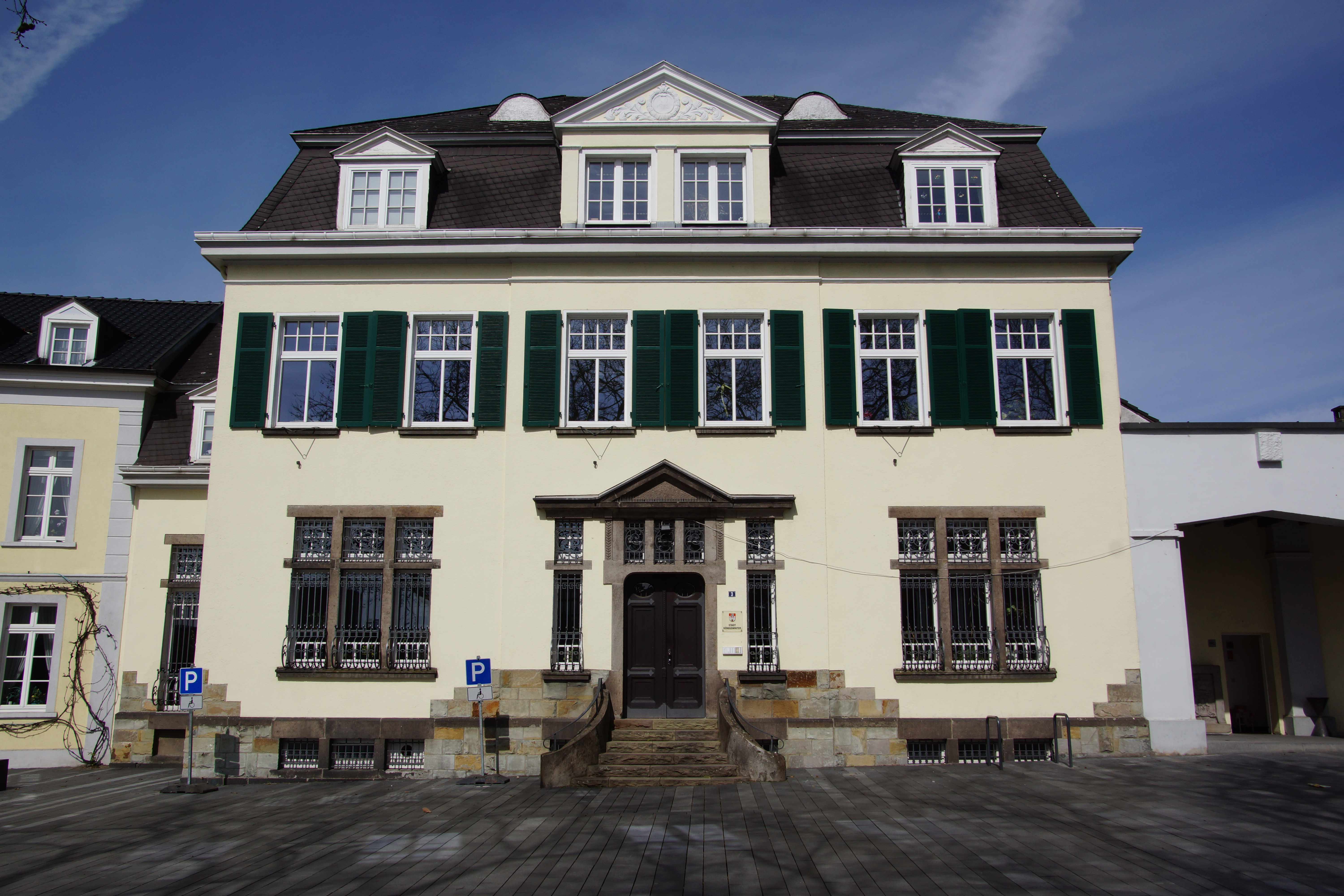
Ansicht zur Drachenfelsstraße
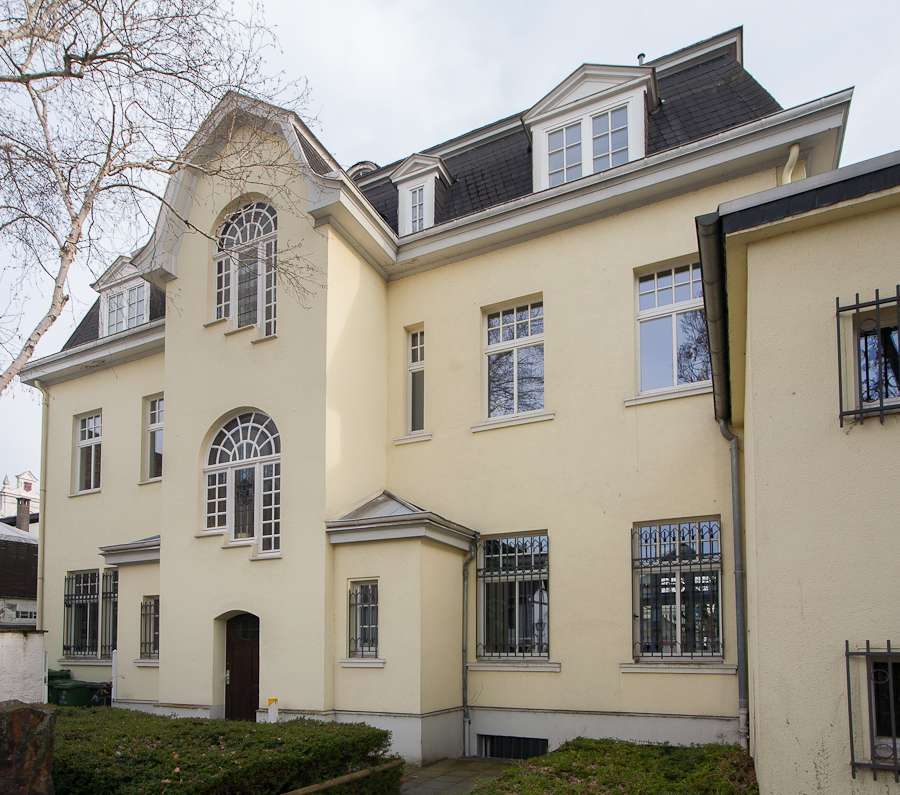
Ansicht zum Lord-Byron-Platz

### Säulengang/Vorplatz
Beide Gebäude sind durch einen Säulengang („Säulenhalle“) miteinander verbunden, an dessen östlicher Seite sich heute der Eingang zum Alten Rathaus befindet. Die Decke wird durch Holzbalken gebildet. In der Wand des Säulengangs befinden sich mehrere Denkmäler und Steinplatten: das von Franz Josef Krings (1886–1968) geschaffene und auf Anregung der Landtagsabgeordneten Emma Bachem vom Vaterländischen Frauenverein gestiftete Siegfried-Denkmal (1915; ursprünglich am Rheinufer, seit 1931 mit steinernem Sockel und Inschrift am Rathaus), eine Steinplatte mit Monogramm von Clemens August I. und Chronogramm (1761; ursprünglich am Weg nach Niederdollendorf) sowie als Spolien das Relief eines ehemaligen Malteserhofes an der Rheinallee und zwei in die Wand eingelassene Steinplatten mit den Jahreszahlen 1833 und 1857. Auf dem Marktplatz vor dem Säulengang steht der 1938 geschaffene Weinbrunnen.

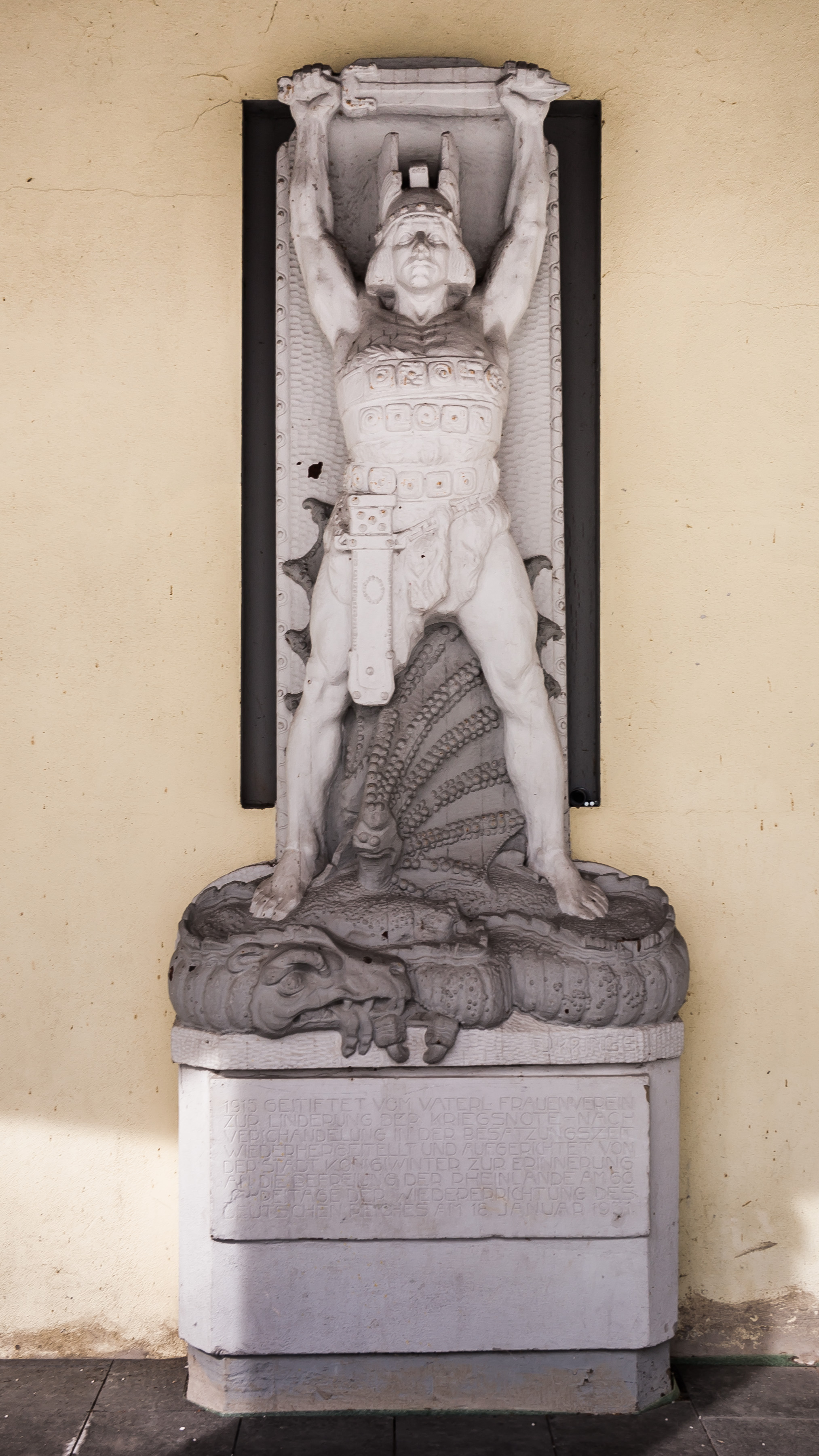
Siegfried-Denkmal
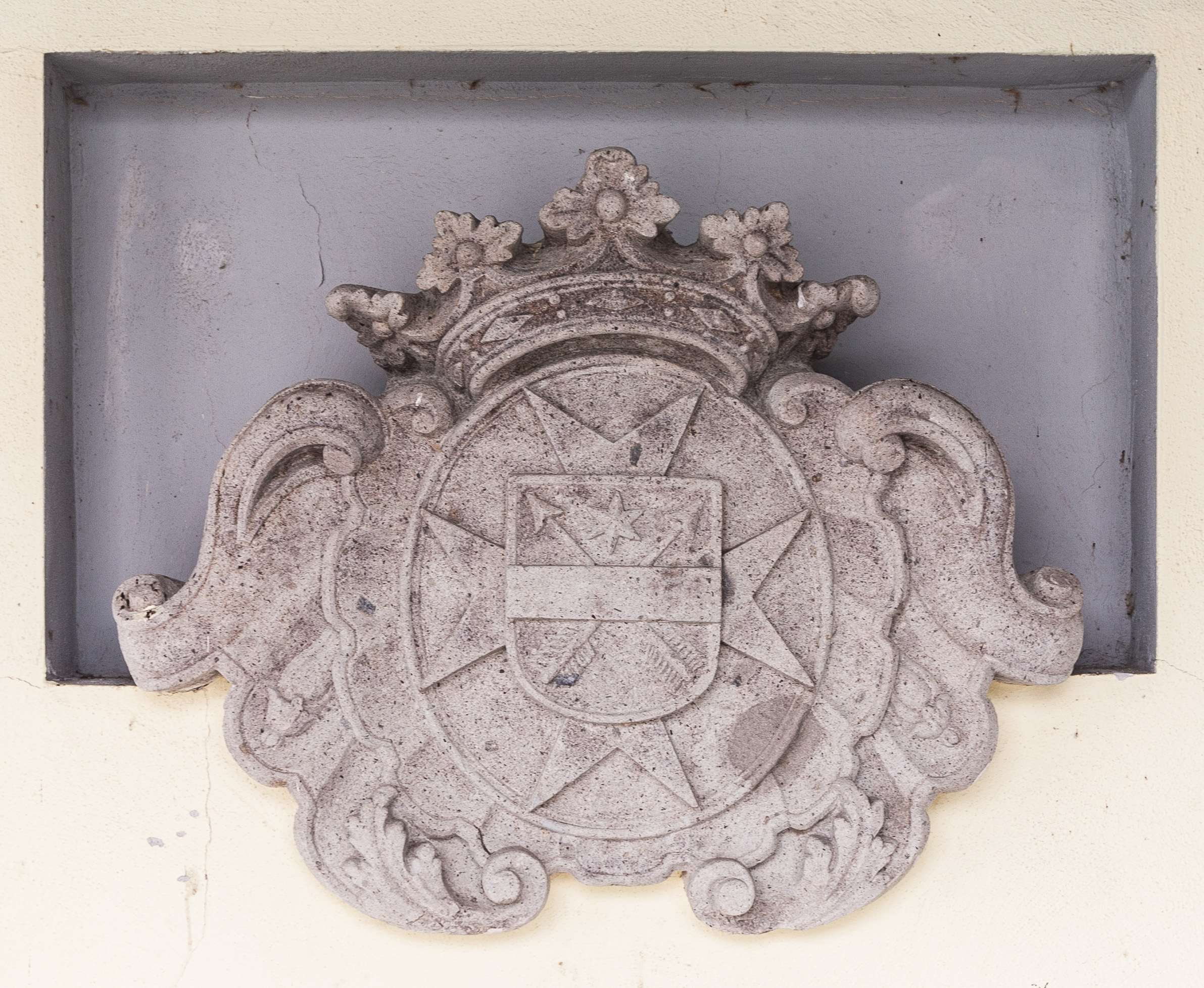
Relief eines ehemaligen Malteserhofes
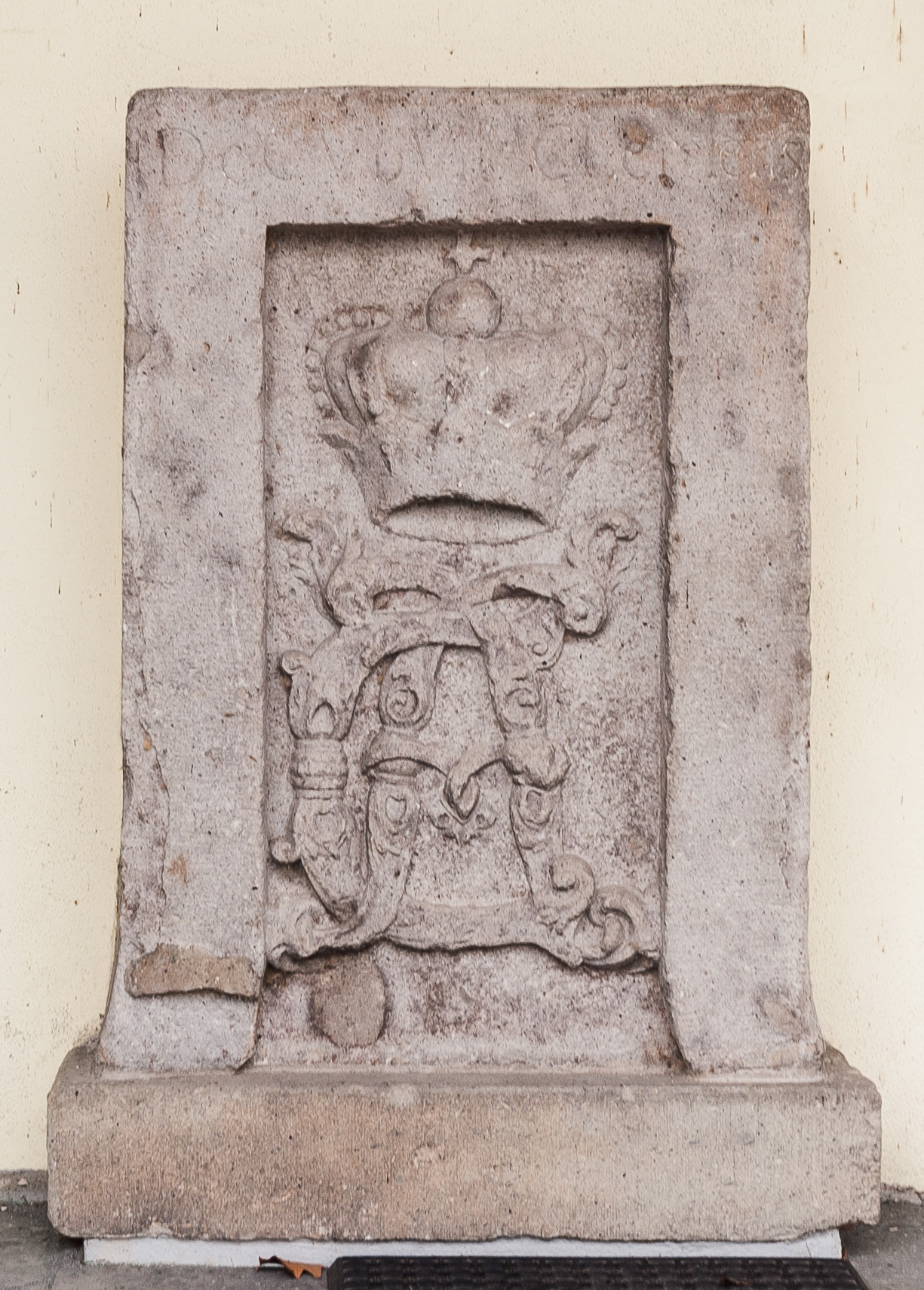
Monogramm des Clemens August
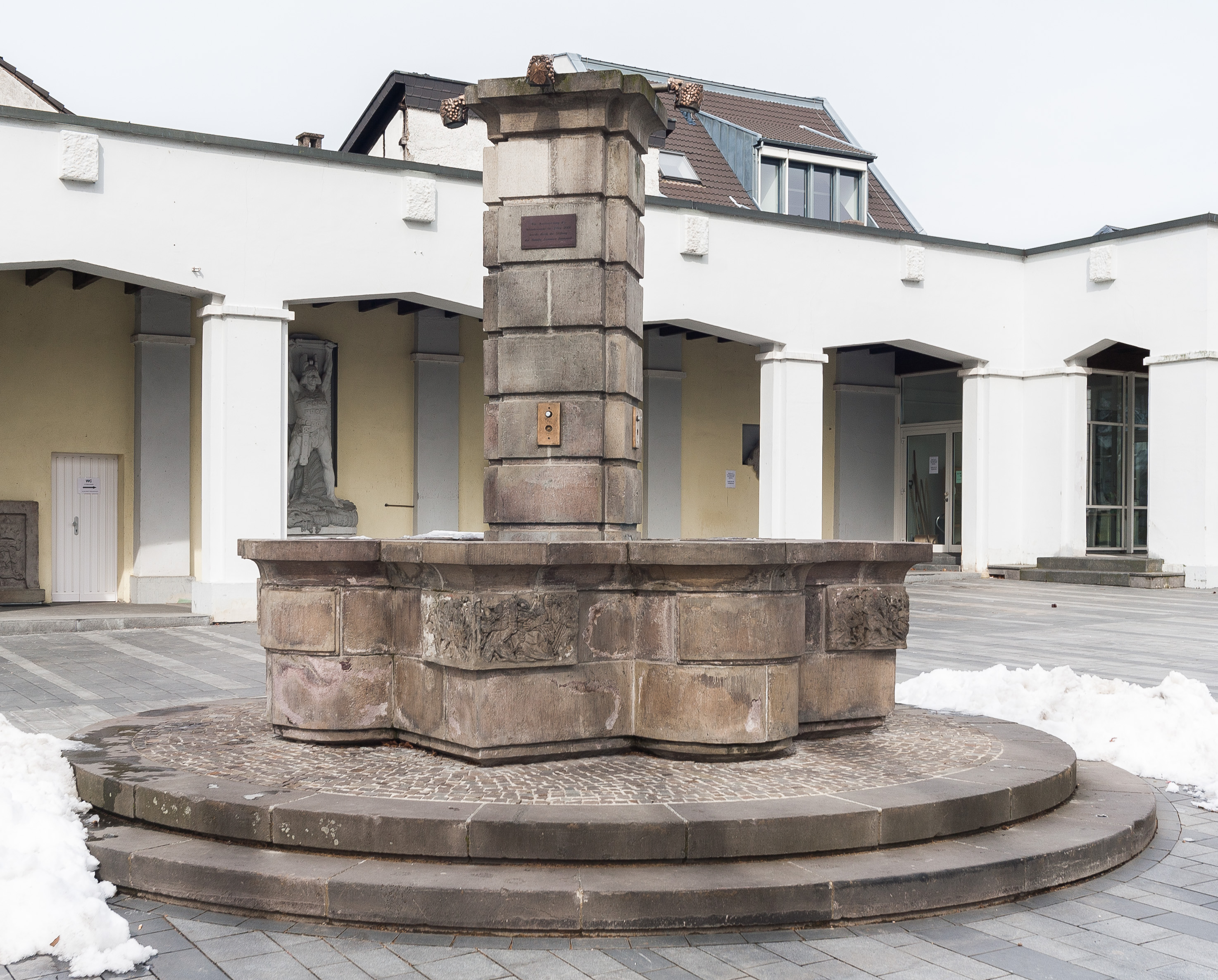
Weinbrunnen und Säulengang